# Semoy
 Semoy es una población y comuna francesa, situada en la región de Centro-Valle de Loira, departamento de Loiret, en el distrito de Orléans y cantón de Saint-Jean-de-Braye.

## Geografía

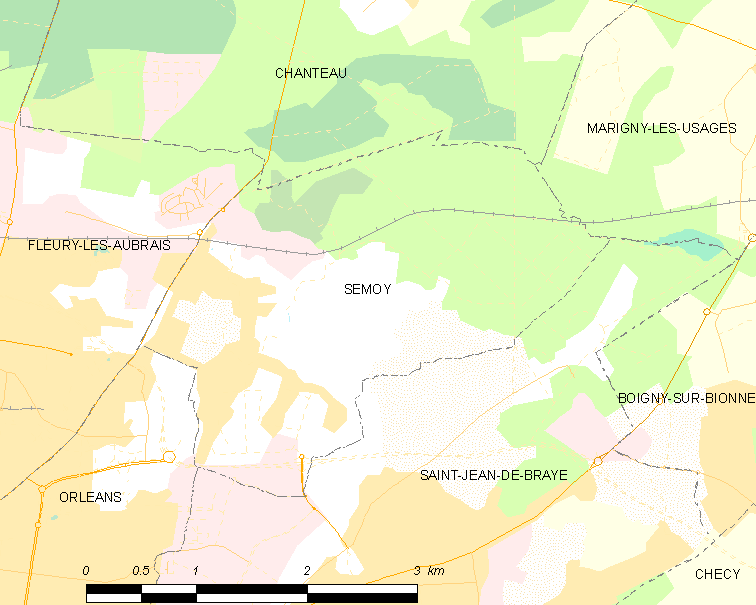
Carte de la commune de Semoy (Loiret) et des communes limitrophes

La comuna de Semoy se sitúa en el Noroeste del departamento de Loiret, en la región agrícola del Valle de Loira.
| 923 | 1567 | 1792 | 1395 | 2237 | 2879 | 3199 |
| Para los censos de 1962 a 1999 la población legal corresponde a la población sin duplicidades (Fuente: INSEE [Consultar]) |      |      |      |      |      |      |